# José Portogalo
(Manuel Navarro Luna (1894-1966), poeta cubano)
José Portogalo, all'anagrafe Giuseppe Anania (Savelli, 10 ottobre 1904 – Buenos Aires, 7 settembre 1973), è stato un giornalista, poeta e scrittore italiano naturalizzato argentino, considerato una delle firme più importanti della letteratura argentina del XX secolo. Appartenne alla generazione dei Novísimos, ossia a quella cerchia di autori che seppero dare nuovo lustro e maggior importanza al tema della argentinidad.
In qualità di giornalista scrisse anche per alcuni noti quotidiani argentini, tra cui Clarín e Noticias Gráficas.

## Biografia
Nato a Savelli il 10 ottobre 1904 con il nome di Giuseppe Anania, emigrò con la madre Dominga Gualtieri in Argentina nel 1909, stabilendosi nel barrio La Boca della capitale Buenos Aires. Cambierà il suo nome in José e adotterà in seguito il cognome Portogalo in onore del patrigno, che considererà suo vero padre e tutore.
In età giovanile si guadagnò da vivere facendo svariati lavori, tra cui quello di canillita (venditore ambulante di giornali e riviste), lustrascarpe e imbianchino, finanche ballerino professionista di tango.
I suoi primi passi come poeta li mosse nei primi anni '30 con la pubblicazione della sua prima raccolta di poesie dal titolo Tregua, nel 1933; in quegli anni fece il suo ingresso nel cosiddetto gruppo di Boedo, che ebbe tra i suoi membri e fondatori altri famosi letterati come Elías Castelnuovo, Nicolás Olivari, Leónidas Barletta, i fratelli Raúl e Enrique González Tuñón e Roberto Mariani. Ma è con l'opera successiva, Tumulto (1935), che Portogalo acquisì maggior notorietà. L'opera stessa fu però all'epoca oggetto di diverse polemiche, tra cui quelle dell'allora sindaco di Buenos Aires Mariano de Vedia y Mitre: nel 1936 il libro fu soggetto a censura e poi sequestrato dalla polizia locale, in quanto l'autore al suo interno osò raccontare il decennio infame in modo assai cruento e con tono rabbioso, a tratti quasi eretico. La scrittura di José Portogalo venne infatti considerata dagli addetti ai lavori come troppo «sociale» e «ribelle» e, nel 1942, a seguito del ritiro della cittadinanza argentina si recò in esilio a Rosario, dove scrisse per il quotidiano locale La Tribuna.
Nel 1943, a causa del golpe militare che colpì l'Argentina, Portogalo fu costretto a fuggire e a rifugiarsi a Montevideo, in Uruguay, dove continuò a lavorare come giornalista. Farà ritorno in Argentina dopo diversi anni, stabilendosi nuovamente a Buenos Aires.
Si spense a Buenos Aires il 7 settembre 1973.

## Opere
- Tregua (1933)
- Tumulto (1935)
- Centinela de sangre (1937)
- Canción para el día sin miedo (1939)
- Destino del canto (1942)
- Luz liberada (1947)
- Mundo del acordeón (1949)
- Perduración de la fábula (1952)
- Poemas con habitantes (1955)
- Letra para Juan Tango (1958)
- Los pájaros ciegos y otros poemas (1968)
- Buenos Aires. Tango y literatura (1972)

## Premi
- Premio Municipal de Poesía per Tumulto (1935)